# Rick Sings Nelson
Rick Sings Nelson – studyjny album muzyczny z muzyką country autorstwa Ricky'ego Nelsona wydany w 1970 roku. Był to pierwszy album, dla którego Nelson napisał każdą piosenkę. 

## Utwory
| We've Got A Long Way To Go   | 3:53 |
| California                   | 3:00 |
| Anytime                      | 4:26 |
| Down Along The Bayou Country | 2:07 |
| Sweet Mary                   | 3:22 |
| Look At Mary                 | 3:05 |
| The Reason Why               | 4:16 |
| Mr. Dolphin                  | 3:38 |
| How Long                     | 2:57 |
| My Woman                     | 3:55 |